# Goodenough (ö)

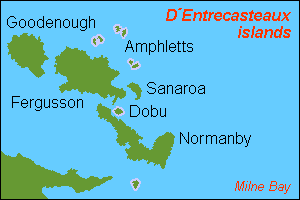
Översiktskarta.

Goodenough (även Morata, tidigare Nidula) är en ö i D’Entrecasteaux-öarna som tillhör Papua Nya Guinea i västra Stilla havet.

## Geografi
Goodenough utgör en del av Milne Bay-provinsen och ligger endast cirka 32 km nordöst om Nya Guinea som den nordligaste ön av området. Dess geografiska koordinater är 9°50′ S och 150°15′ Ö.
Ön är av vulkaniskt ursprung och har en area om ca 687 km² och är cirka 39 km lång och cirka 26 km bred. Den högsta höjden Mount Vineuo är på cirka 2560 m ö.h. vilket gör ön till en av de brantaste i världen i sin storleksklass efter Heard-ön.
Befolkningen uppgår till cirka 13 000 invånare. Huvudorten Bolubolu, där de flesta bor, ligger på öns östra del.
I öns mitt finns Oi Mada Wara Wildlife Management Area, en Nationalpark för en rad fåglar och däggdjur.
Öns flygplats heter Vivigani (flygplatskod "VIV" och ligger nära orten med samma namn.

## Historia
D'Entrecasteaux-öarna har troligen bebotts av polynesier sedan cirka 1500 f.Kr. De upptäcktes tillsammans med Trobriandöarna av den franske kaptenen Joseph d'Entrecasteaux 1793 under sökandet efter de La Pérouse.
År 1873 utforskades och kartlades ögruppen av den brittiske kaptenen John Moresby med fartyget "HMS Basilisk". Han uppkallade ön efter sin kollega James Graham Goodenough.
Åren 1914–1916 samt 1917–1918 utförde antropologen Bronisław Malinowski studier av befolkningen på D'Entrecasteaux-öarna och på Trobriandöarna.
Åren 1942–1943 ockuperades ögruppen av Japan.